# ديكلان ديفين
ديكلان ديفين (بالإنجليزية: Declan Devine)‏ (15 سبتمبر 1973 في أيرلندا الشمالية - ) هو مدرب كرة قدم ولاعب كرة قدم بريطاني في مركز حراسة المرمى. شارك مع منتخب أيرلندا الشمالية تحت 21 سنة لكرة القدم. أما مع النوادي، فقد لعب مع ديري سيتي وغلينتوران وInstitute F.C. ‏ وOmagh Town F.C. ‏.

## وصلات خارجية
- ديكلان ديفين على موقع قاعدة بيانات كرة القدم.إي يو (الإنجليزية)